# العربی حبابی
العربی حبابی (انگلیسی: El Arbi Hababi؛ زادهٔ ۱۲ اوت ۱۹۶۷) بازیکن سابق فوتبال اهل مراکش بوده است.
وی در تیم ملی فوتبال مراکش ۲۱ بازی انجام داده است و عضو این تیم در جام جهانی فوتبال ۱۹۹۴ بوده است.